# الدريعا (ذي ناعم)

تعديل مصدري - تعديل

الدريعا هي إحدى قرى عزلة الدريعأ بمديرية ذي ناعم التابعة لمحافظة البيضاء، بلغ تعداد سكانها 1081 نسمة حسب تعداد اليمن لعام 2004.